# Expedició japonesa a Taiwan (1874)
L'Expedició japonesa a Taiwan de 1874, va ser una expedició punitiva enviada per l'Imperi Japonès com a resposta per l'assassinat de 54 mariners del Regne de Ryūkyū a mans d'aborígens Paiwan, a l'extrem sud-oest de Taiwan, el desembre de 1871, en un territori pertanyent a la dinastia Qing.

## Context històric
Al desembre de 1871, un vaixell de Ryūkyū va naufragar prop de la costa sud de Taiwan. D'una tripulació de 66 mariners, un total de 54 van ser decapitats pels aborígens Paiwan. Els 12 supervivents van ser rescatats pels xinesos han, i evacuats a Tainan, al sud de Taiwan. Els funcionaris del govern xinès local els va enviar al seu torn a la província de Fujian, a la Xina continental; Des d'allà, el govern Qing va preparar la seva repatriació.
L'èxit de l'expedició, que significava el primer desplegament en territori estranger de l'Exèrcit i la Marina Imperial Japonesa, va revelar la fragilitat de la sobirania Qing a Taiwan, el que va afavorir futures accions imperialistes per part del Japó. Des del punt de vista diplomàtic, el conflicte va ser resolt després de la mediació britànica, resultant en una compensació econòmica al Japó per part de la dinastia Qing. Certes ambigüitats presents en el tractat van ser presentats posteriorment pel Japó com una renúncia del protectorat Qing sobre les Illes Ryukyu, aplanant el camí per a la incorporació japonesa de facto del Regne de Ryūkyū el 1879.

## Esdeveniments diplomàtics
Quan Japó es va dirigir a la dinastia Qing a la recerca de compensació, la cort va rebutjar la seva demanda basant la seva decisió en què els "salvatges" aborígens (xinès tradicional: 台灣 生番; xinès simplificat: 台湾 生番; pinyin: Taiwan shēngfān) estaven fora de la seva jurisdicció. Aquesta renúncia indirecta de sobirania per part dels xinesos va portar al Japó a enviar el 1874 una expedició punitiva a Taiwan.
El Govern Meiji del Japó va exigir a la Xina un càstig exemplar als líders aborígens Paiwan responsables de la massacre dels tripulants ryukyunesos.
El ministre d'Afers Exteriors japonès, Soejima Taneomi, va viatjar fins a Beijing on va ser rebut en una audiència personal per l'Emperador Tongzhi, el que inicialment va suposar un triomf diplomàtic.
Tanmateix, la seva exigència d'una compensació formal va ser rebutjada en primeres instàncies, ja que la Xina ho va considerar un problema intern, atès que Taiwan formava part de la província xinesa de Fujian i que el Regne de Ryūkyū era un estat tributari amb la Xina.
Soejima argumentar que quatre de les víctimes eren de la Prectura d'Oda (l'actual Prefectura d'Okayama, però el govern xinès va tornar a rebutjar les seves exigències, basant la seva decisió en què els "salvatges aborígens" estaven fora de la seva jurisdicció.
Charles Le Gendre, l'assessor militar nord-americà d'origen francès contractat pel govern japonès (igual que Gustave Emile Boissonade, conseller legal) van instar al Japó a prendre cartes en l'assumpte.

## Expedició
El Ryūjō va ser el vaixell insígnia durant l'expedició a Taiwan. La batalla de la Porta de Pedra, contra aborígens "Boten", va ser la trobada més seriós de l'expedició 
El govern japonès va accedir a les peticions dels seus assessors, i va enviar al maig de 1874 una expedició formada per 3.600 homes i liderada per Saigō Tsugumichi. Japó va obtenir una victòria decisiva a la batalla de la Porta de Pedra, el 22 de maig:
Trenta aborígens van resultar morts o mortalment ferits, i un nombre considerablement major resultats ferits. Les baixes japoneses van ser de 6 morts i 30 ferits.
Al novembre, les forces japoneses es van retirar de Taiwan després que el govern Qing accedís a pagar 500.000 Kuping tael en concepte d'indemnització. Sir Harry Parkes, enviat britànic al Japó, va qualificar irònicament aquesta transacció com el desig de la Xina a pagar per ser envaïda.

## Conseqüències
En 1875, les autoritats Qing van tractar sense èxit d'imposar sota el seu control la regió costanera del sud-est de Taiwan, enviant una columna de 300 soldats contra els Paiwan. Les tropes xineses van ser emboscades i massacrades pels aborígens. Tan sols 50 supervivents van aconseguir retirar-se a Takau.
Encara que l'objectiu aparent de l'expedició japonesa era castigar els aborígens locals per l'incident de Muden, també va servir al govern Meiji per a una altra sèrie de propòsits. Japó portava un temps reivindicant el protectorat (i posteriorment la sobirania) sobre el Regne de Ryūkyū, el tradicional sobirà era la Xina.
L'expedició va demostrar que la Xina no exercia un control efectiu sobre Taiwan, i molt menys sobre les Illes Ryūkyū. Això va convèncer el Japó per incrementar les seves reivindicacions, afirmant estar representant l'opinió dels illencs ryukyunesos.
L'acord de 1874, intervingut per Regne Unit, va incloure una referència al reconeixement xinès que l'expedició japonesa tenia com a objectiu "la protecció de civils", el que va ser usat pel Japó posteriorment com una renúncia xinesa als seus drets sobre Ryūkyū.
En 1879, Japó va recórrer al Regne Unit per resoldre el conflicte, i aquests van confirmar la sobirania japonesa sobre el Regne de Ryūkyū, el que no va ser reconegut ni acceptat per la Xina.
Tanmateix, això va servir com a justificació per al Japó de la seva incorporació de facto de Ryūkyū com una prefectura del Japó. Les consegüents protestes xineses van resultar en la intervenció del president dels Estats Units, Ulysses S. Grant com a mediador, i durant les negociacions Japó es va oferir a dividir Ryūkyū amb la Xina. El govern Qing no va acceptar la proposta, però la seva precària situació interna els feia incapaços de frenar la incorporació japonesa de les illes que acabaria consumant aquell mateix any.